# Deyonta Davis
Deyonta Davis (Muskegon, 2 dicembre 1996) è un cestista statunitense.

## Carriera
Si rese eleggibile per il Draft NBA 2016, che si svolge al Barclays Center di Brooklyn il 23 giugno, durante il quale è stato scelto con la trentunesima scelta assoluta dai Boston Celtics. Successivamente venne ceduto ai Memphis Grizzlies. Durante la stagione trovò poco spazio, giocando 36 partite, spesso garbage-time senza mai partire da titolare. Nei playoffs invece giocò 3 partite, anche quelle tutte nel garbage-time. Venne assegnato più volte agli Iowa Energy in D-League.

## Statistiche

### College
| Anno      | Squadra      | PG | PT | MP   | TC%  | 3P% | TL%  | RP  | AP  | PRP | SP  | PP  |
| --------- | ------------ | -- | -- | ---- | ---- | --- | ---- | --- | --- | --- | --- | --- |
| 2015-2016 | MSU Spartans | 35 | 16 | 18,6 | 59,8 | -   | 60,5 | 5,5 | 0,7 | 0,3 | 1,8 | 7,5 |
| Carriera  | Carriera     | 35 | 16 | 18,6 | 59,8 | -   | 60,5 | 5,5 | 0,7 | 0,3 | 1,8 | 7,5 |

#### Massimi in carriera
- Massimo di punti: 16 vs Eastern Michigan (23 novembre 2015)[2]
- Massimo di rimbalzi: 11 (4 volte)
- Massimo di assist: 3 (3 volte)
- Massimo di palle rubate: 2 vs Ohio State (11 marzo 2016)
- Massimo di stoppate: 6 vs Northwestern (9 novembre 2012)
- Massimo di minuti giocati: 30 vs Maryland-College Park (12 marzo 2016)

### NBA

#### Regular Season
| Anno      | Squadra           | PG  | PT | MP   | TC%  | 3P% | TL%  | RP  | AP  | PRP | SP  | PP  |
| --------- | ----------------- | --- | -- | ---- | ---- | --- | ---- | --- | --- | --- | --- | --- |
| 2016-2017 | Memphis Grizzlies | 36  | 0  | 6,6  | 51,1 | -   | 55,6 | 1,7 | 0,1 | 0,1 | 0,5 | 1,6 |
| 2017-2018 | Memphis Grizzlies | 62  | 6  | 15,2 | 60,8 | -   | 66,7 | 4,0 | 0,6 | 0,2 | 0,6 | 5,8 |
| 2018-2019 | Atlanta Hawks     | 9   | 0  | 13,1 | 68,2 | 0,0 | 60,0 | 4,0 | 0,6 | 0,3 | 0,6 | 4,0 |
| Carriera  | Carriera          | 107 | 6  | 12,1 | 59,9 | 0,0 | 63,5 | 3,2 | 0,4 | 0,2 | 0,6 | 4,2 |

#### Play-off
| Anno     | Squadra           | PG | PT | MP  | TC%  | 3P% | TL%  | RP  | AP  | PRP | SP  | PP  |
| -------- | ----------------- | -- | -- | --- | ---- | --- | ---- | --- | --- | --- | --- | --- |
| 2017     | Memphis Grizzlies | 3  | 0  | 3,7 | 60,0 | -   | 50,0 | 1,7 | 0,0 | 0,0 | 0,0 | 2,3 |
| Carriera | Carriera          | 3  | 0  | 3,7 | 60,0 | -   | 50,0 | 1,7 | 0,0 | 0,0 | 0,0 | 2,3 |

#### Massimi in carriera
- Massimo di punti: 17 vs Minnesota Timberwolves (11 gennaio 2016)[3]
- Massimo di rimbalzi: 11 (2 volte)
- Massimo di assist: 5 vs Sacramento Kings (19 gennaio 2018)
- Massimo di palle rubate: 2 (2 volte)
- Massimo di stoppate: 5 vs Los Angeles Lakers (15 gennaio 2018)
- Massimo di minuti giocati: 29 vs Oklahoma City Thunder (11 aprile 2018)

### G League
| Anno      | Squadra        | PG | PT | MP   | TC%  | 3P% | TL%  | RP  | AP  | PRP | SP  | PP   |
| --------- | -------------- | -- | -- | ---- | ---- | --- | ---- | --- | --- | --- | --- | ---- |
| 2016-2017 | Iowa Wolves    | 11 | 10 | 27,9 | 55,0 | -   | 66,7 | 8,6 | 0,5 | 0,9 | 2,4 | 10,5 |
| 2017-2018 | Memphis Hustle | 2  | 1  | 25,8 | 55,6 | -   | 66,7 | 6,0 | 0,0 | 3,0 | 2,5 | 16,0 |
| 2018-2019 | S.C. Warriors  | 43 | 43 | 23,4 | 59,2 | 0,0 | 83,3 | 7,4 | 1,3 | 0,9 | 1,3 | 9,7  |
| 2019-2020 | S.C. Warriors  | 42 | 31 | 24,6 | 69,4 | 0,0 | 67,3 | 8,1 | 0,8 | 1,0 | 1,7 | 11,5 |
| Carriera  | Carriera       | 98 | 85 | 24,5 | 62,6 | 0,0 | 71,8 | 7,8 | 0,9 | 1,0 | 1,6 | 10,7 |

## Palmarès
- McDonald's All-American (2015)